# Valami Amerika 2.
A Valami Amerika 2. magyar filmvígjáték, a Valami Amerika 2008-ban készült folytatása.

## Történet
A Valami Amerika 2.-ben Tamás, Ákos és András padlót fogtak. Tamás álmainak filmje, a Bűnös város megbukott, a lottónyeremény elszállt, így a fiúknak újra össze kellett fogniuk, ha talpra akartak állni. Váratlanul Alex nyomára bukkantak, az Amerikai Egyesült Államokba utaztak, és megpróbálták visszaszerezni tőle a hatvanmillió forintot, amit korábban kicsalt tőlük. Alexet azonban nem volt olyan könnyű elkapni, addig kavarta a dolgokat, amíg rávette Tamásékat, hogy a pénzért cserébe, állítsanak színpadra egy színdarabot. A fiúknak azonban nem csak a színház világában kellett helytállniuk, a szerelmi életükben is akadt megoldandó probléma bőven. A jól ismert szereplők mellett, felbukkant még egy ideges maffiózó, annak zabolátlan lánya, két művészlelkű verőember, és egy erotikától túlfűtött koreográfusnő, hogy tovább nehezítsék a három testvér amúgy sem könnyű helyzetét.

## Szereplők
- Pindroch Csaba – Várnai Tamás
- Szabó Győző – Várnai Ákos
- Hujber Ferenc – Várnai András
- Szervét Tibor – Alex Brubeck
- Ónodi Eszter – Molnár Eszter
- Oroszlán Szonja – Timi
- Tompos Kátya – Vivi
- Csuja Imre – Bala
- Lucia Brawley – Cinthia
- Faragó András – Mónika Sándor
- Thúróczy Szabolcs – Viktor
- Igó Éva – anya, előadásban
- Fodor Annamária – lány, előadásban
- Besenczi Árpád – Béla
- Szente Vajk – Ádám
- Fesztbaum Béla – asszisztens
- Reviczky Gábor – rendőr
- Kapácsy Miklós – rendőr
- Gesztesi Károly – kidobó
- Kovács Lajos
- Cserna Antal – János
- Bartsch Kata – recepciós
- Schlanger András – pap
- Balsai Móni
- Sárközi József
- Preston Hrisko
- Lukács László
- Fejes Tamás
- Molnár Levente
- Köllő Babett
- Várnagy Kati
- Szentiványi Zsolt

## Nézettség
A nézettségi adatok szerint 448 738 jegyet adtak el rá.

## Folytatása
2017 augusztusában bejelentették, hogy a film folytatása 2018. február 15-én kerül a mozikba, Valami Amerika 3. címmel.